# Терещенко, Михаил Иванович
Михаи́л Ива́нович Тере́щенко (18 [30] марта 1886, Киев — 1 апреля 1956, Монако) — крупный российский и французский предприниматель, владелец сахарорафинадных заводов, крупный землевладелец и банкир.
В 1917 году — министр финансов, позднее — министр иностранных дел Временного правительства России. Видная фигура русской эмиграции, коллекционер произведений искусства, издатель.

## Семья и образование
Михаил Терещенко родился в семье крупных сахарозаводчиков и землевладельцев Киевской губернии, происходивших из казаков (личное состояние Михаила Терещенко оценивалось примерно в 70 млн руб.). Отец — Иван Николаевич (1854—1903), мать — Елизавета Михайловна Саранчёва (1860—1921), из дворян, была дочерью генерал-лейтенанта Михаила Андреевича Саранчёва (Саранчова).
Был женат на француженке Маргарет, урождённой Ноэ (Marie Margaret Noe; 1886—1968), в этом браке родились две дочери и сын Пётр Михайлович (1919—2004), живший во Франции, работавший инженером в США и Бразилии. В 1923 году супруги развелись, в 1926 году Михаил Терещенко вступил в брак с норвежкой Эббой Хорст (Ebba Horst).
Уже в раннем детстве свободно владел французским, английским, немецким языками, понимал древнегреческий и латынь (позднее свободно владел в общей сложности 13 языками). Окончил 1-ю Киевскую гимназию. Учился в Киевском университете, в 1905—1908 годах изучал экономику в Лейпцигском университете. Окончил юридический факультет Московского университета (1909, экстерном).

## Юрист, издатель, сахарозаводчик
В 1909—1911 годах он работал на кафедре римского и гражданского права Московского университета, покинул его вместе с другими либеральными преподавателями в знак протеста против увольнения ректора, помощника ректора и проректора университета по распоряжению министра народного просвещения Л. А. Кассо. В 1911—1912 годах был чиновником особых поручений (без содержания) при Дирекции императорских театров. Был произведён в камер-юнкеры. Владел вместе с сёстрами издательством «Сирин», выпускавшим книги литераторов «серебряного века», в том числе роман Андрея Белого «Петербург». Поддерживал дружеские отношения с Александром Блоком, Фёдором Шаляпиным. Вёл светский образ жизни, считался балетоманом. Член ложи «Гальперна» (ВВНР).
Активно занимался семейным бизнесом, был членом правления Всероссийского общества сахарозаводчиков, членом совета Волжско-Камского банка и учётного комитета киевского отделения Азовско-Донского банка.

## Деятельность во время Первой мировой войны
После начала Первой мировой войны Терещенко был уполномоченным передового отряда Красного Креста на Юго-Западном фронте, затем помощником по заведованию санитарными организациями на этом фронте. Входил в состав Главного комитета Союза городов, занимал пост уполномоченного Главного комитета Земского союза. С июля 1915 года был председателем Киевского военно-промышленного комитета, в 1915—1917 годах также являлся товарищем (заместителем) председателя Центрального военно-промышленного комитета А. И. Гучкова. Входил в состав Особого совещания по обороне. Незадолго до Февральской революции участвовал в планировании государственного переворота (вместе с А. И. Гучковым и Н. В. Некрасовым; в заговор был вовлечён и знакомый Терещенко генерал А. М. Крымов).

## Министр Временного правительства

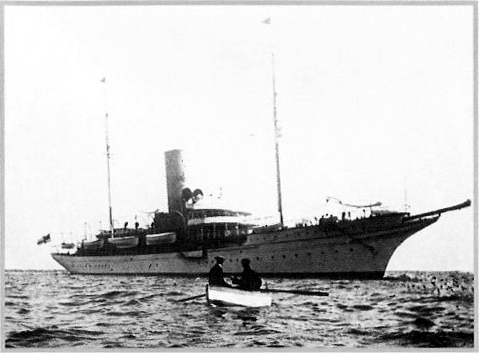
127-метровая яхта «Иоланда», подарок жене Терещенко. В 1920-е годы была самой большой частной яхтой в мире.

В первом составе Временного правительства Терещенко был министром финансов. Совместно с А. Ф. Керенским и Н. В. Некрасовым он настаивал на создании коалиционного правительства с представителями социалистических партий. Во втором — четвёртом составах правительства был министром иностранных дел. В качестве министра иностранных дел выступал в поддержку выполнения Россией своих союзнических обязательств, что означало продолжение её участия в Первой мировой войне, хотя формально и принял лозунг «мира без аннексий и контрибуций», отказавшись от непопулярного тезиса своего предшественника П. Н. Милюкова о «завоевании Константинополя и проливов». В октябре 1917 года вступил в конфликт с военным министром А. И. Верховским, считавшим, что армия более воевать не может.
2 июля 1917 года совместно с министром почт и телеграфов И. Г. Церетели посетил Киев для переговоров о разграничении полномочий Центральной Рады и Исполнительного комитета киевской городской Думы, игравшей роль представительства Временного правительства в Киеве. Делегация признала законодательные полномочия Центральной Рады. При этом делегация без согласования с Временным правительством очертила географические рамки юрисдикции Рады, включив в них несколько юго-западных губерний России. Эти события вызвали правительственный кризис в Петрограде: 2 июля в знак протеста против действий киевской делегации ушли в отставку все министры-кадеты.
Управляющий делами Временного правительства В. Д. Набоков выделял такие качества Терещенко, как «его souplesse (гибкость), самая его светскость, отсутствие у него твёрдых убеждений, продуманного плана, полный дилетантизм в вопросах внешней политики» (впрочем, эти качества позволяли ему налаживать отношения с различными политическими силами). По словам дипломата Г. Н. Михайловского, Терещенко «стремился, не выходя, правда, из общих рамок дореволюционной политики, поставить себя по-новому как представитель революционного и демократического правительства, которое не может говорить тем же языком, что и царское». Михайловский отмечал также, что
насколько лучше по сравнению с Милюковым удавалось Терещенко ладить и с союзниками, и с Совдепом, насколько же он был совершенно безличен внутри своего ведомства, чем дальше, тем больше становясь послушным орудием в руках его высшего персонала. Если Милюков по балканским вопросам, например по константинопольскому, занимал свою собственную позицию и заставлял ведомство её принимать, то Терещенко, наоборот, очень внимательно слушал, что ему говорили, и всегда соглашался… Все директора департаментов и начальники отделов были им бесконечно довольны, так как он не мешал им управлять ведомством.

Вместе с другими министрами Временного правительства Терещенко был арестован большевиками в Зимнем дворце, находился в заключении в Петропавловской крепости.

## Эмигрант
Весной 1918 года был освобождён, эмигрировал в Финляндию, оттуда в Норвегию, затем жил во Франции и Англии. Поддерживал Белое движение и иностранную интервенцию против Советской России. С 1921 года был членом Торгово-промышленного и финансового комитета. Потеряв своё состояние в России, он успешно занимался бизнесом за границей, был совладельцем нескольких финансовых компаний и банков во Франции и на Мадагаскаре. Был благотворителем, создавал приюты для обездоленных эмигрантов и помогал в их обустройстве, но не афишировал эту сторону своей деятельности.

## Коллекционер
От своего отца и других представителей династии Терещенко унаследовал богатейшую коллекцию произведений искусств, прежде всего — картин и скульптур русских мастеров. В коллекцию входили «Ручей в лесу», «Среди долины ровныя», «Дубовая роща» и «Первый снег» И. И. Шишкина; «Курсистка» Н. А. Ярошенко; «Портрет В. Гаршина» И. Е. Репина; «Три царевны подземного царства» В. М. Васнецова; «Сумерки» Ап. М.Васнецова; «Девочка на фоне персидского ковра» М. А. Врубеля; «Игроки» П. А. Федотова, а также картины В. В. Верещагина и скульптуры М. М. Антокольского. Пополнил её произведениями Гогена, Сезанна, Матисса, Ван Донгена, Дерена, Фриеза, Валлоттона, Вламинка, многие из которых отбирал лично, посещая Париж, и картинами лучших русских художников своего времени — Рериха, Петрова-Водкина, Судейкина, Григорьева, Машкова, Лентулова. После национализации в 1918 году коллекция произведений живописи и скульптуры Терещенко, размещенная во дворце Терещенко постройки архитектора Викентия Беретти, была превращена в государственный Киевский национальный музей русского искусства, официально открытый на пятую годовщину Октябрьской революции в 1922 году в том же здании на Терещенковской улице.
С 1913 года, обладатель второго по величине (на то время, после «Хоупа») синего бриллианта в мире — бриллианта «Терещенко» массой 42,92 карат. Алмаз Терещенко считается экспертами камнем индийского происхождения — его нашли в Коллурских копях Голконды. 14 ноября 1984 года на торгах аукциона «Кристис» бриллиант «Терещенко» приобрёл торговец бриллиантами Роберт Моувад из Ливана, который заплатил за покупку 4,6 миллионов долларов, что было на то время рекордной суммой, когда-либо заплаченной за бриллиант на аукционах. Вновь приобретённому камню новый владелец дал имя «Голубой Моувад» («Mouawad Blue»)

## Упоминания в художественной культуре
В художественном фильме Сергея Эйзенштейна «Октябрь» эпизодическую роль М. И. Терещенко сыграл актёр Борис Ливанов
В художественном фильме «Посланники вечности» роль Михаила Терещенко сыграл актёр Сергей Кулагин
М. И. Терещенко является прототипом одного из героев романа Марка Алданова «Ключ» (1929) — коммерсанта Нещеретова (анаграмма: терещен-нещерет). Автор даёт герою противоречивую, но скорее положительную оценку:
«Нещеретов оделся, вышел в свой рабочий кабинет и, усевшись за огромный письменный стол, стал внимательно просматривать приготовленные ему секретарем документы — отчет и устав намеченного к покупке сахарного завода в одной из южных губерний. Он никогда не видал этого завода, да и не предполагал его осматривать, зная, что завод останется в его владении очень недолго. Главным источником обогащения для Нещеретова в пору войны была покупка и перепродажа разных предприятий, которым он в короткое время умел придавать двойную, а то и тройную цену(…)
Но не одна нажива увлекала Нещеретова. Самая работа его мощной машины доставляла ему подлинное наслаждение. Он видел, что его труды в общем итоге идут на пользу государству, и это сознание тоже что-то задевало по-настоящему в душе Нещеретова, хотя он не любил говорить о своем патриотизме. Он работал, правда, чаще всего на чужие деньги, но без него, без его размаха и таланта деньги ничего не могли бы создать.»
Под именем "Михаил Иванович" Терещенко выведен в философском романе Александра Пятигорского «Вспомнишь странного человека» (1999).
Также Михаил Иванович — главный герой романа Яна Валетова «1917, или Дни отчаяния» (2017). Вначале планировался сериал. Я. Валетов приступил к работе над сценарием. Когда проект сорвался, автор переделал сочинение в полноценный роман. Впрочем, опубликованный роман похож на сценарий.
По утверждению Яна Валетова: «Тот Терещенко, о котором вы прочтете в книге, он на 70 % выдуманный. Вы видите перед собой романтизированный образ, но этот образ помещён в капсулу реального времени».